# لويس رويدا
لويس رويدا (بالإسبانية: Luis Rueda)‏ (11 يناير 1972 في الأرجنتين - ) هو لاعب كرة قدم أرجنتيني في مركز الهجوم. لعب مع أوليمبو وجيمناسيا لابلاتا وكيلمس ونادي أتليتيكو بيلغرانو ونادي أونيفرسيداد دي تشيلي ونادي إكستريمادورا ونادي راسينغ وسان مارتين دي توكومان ‏ وتاليريس كوردوبا وGimnasia y Tiro ‏ ولاسيرينا.

## وصلات خارجية
- لويس رويدا على موقع قاعدة بيانات كرة القدم.إي يو (الإنجليزية)